# Team-Turnen

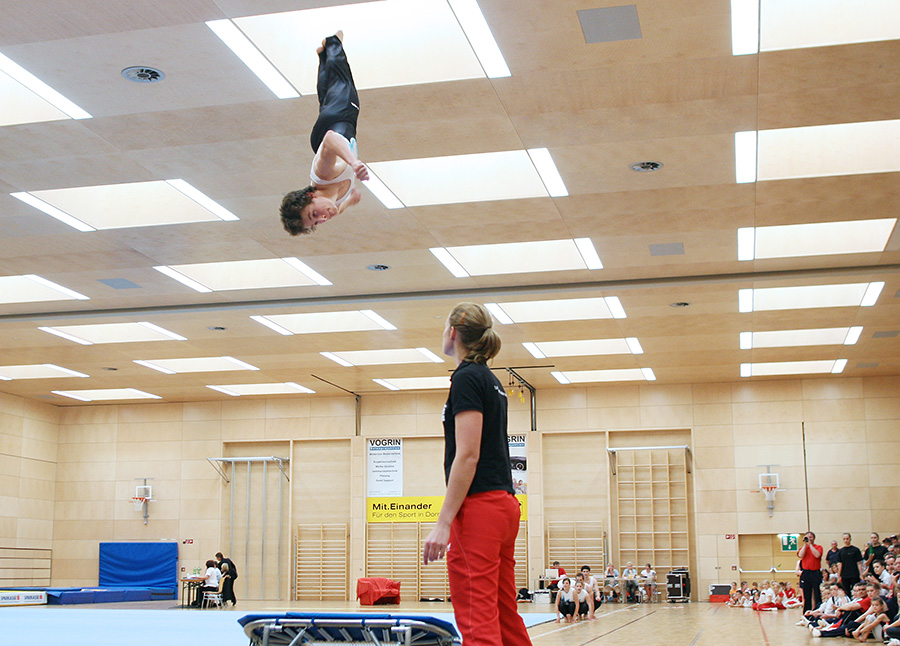
Team-Turn-Gruppe der TS Lustenau (Vorarlberg/Österreich) bei der Übung am Minitrampolin.

Team-Turnen, auch TeamGym genannt, ist eine aus Skandinavien stammende Turn-Sportart, die ausschließlich in Europa betrieben wird.

## Teamaufbau
Sechs bis zwölf Aktive konkurrieren in den Kategorien weiblich, männlich oder mixed (gemischt). Im Gegensatz zum olympischen Sechskampf des Kunstturnens gibt es im Team-Turnen nicht sechs, sondern drei Disziplinen: Bodenprogramm, Trampette und Tumbling.
Die Europäische Turnunion (UEG) hat TeamGym 2005 als offizielle Wettkampfdisziplin des Turnsports aufgenommen und richtet alle zwei Jahre eine Europameisterschaft aus. In Deutschland wird die Sportart vom Deutschen Turner-Bund (DTB) vertreten, in Österreich vom Österreichischen Fachverband für Turnen (ÖFT). In den skandinavischen Ländern ist TeamGym die populärste Turn-Sportart; an den nordischen Meisterschaften beteiligen sich bis zu 800 Teams. Bei den Europameisterschaften belegen die skandinavischen Teams stets die vorderen Ränge.

## TeamGym-Disziplinen
Die Wettkampfnote errechnet sich als Summe der drei Einzelnoten in den verschiedenen TeamGym-Disziplinen, in welchen jeweils 10,0 die Bestnote darstellt. Es müssen Pflichtelemente gezeigt werden, alle TeamGym-Disziplinen werden zu Instrumentalmusik präsentiert.
Bodenprogramm
Alle Athleten zeigen eine Choreografie mit Übungen aus der Sportgymnastik und Sportakrobatik auf einer 14 Meter × 16 Meter großen Bodenfläche. Die Darbietung muss zwischen 2:15 und 2:45 Minuten dauern. Neben der technischen Ausführung werden der Ausdruck und die Synchronität gewertet.
Trampette
Sechs Turner des Teams führen in drei Runden Übungen auf dem Minitrampolin und dem Sprungtisch vor. Zwischen den einzelnen Durchgängen können Mannschaftsmitglieder ausgetauscht werden. Gesprungen werden Fußsprünge, Schrauben, Salti und kombinierte Figuren.
Tumbling
Sechs Turner des Teams zeigen in drei Runden auf einer 13 – 15 Meter langen, gepolsterten und speziell gefederten so genannten Tumblingbahn in rascher Folge akrobatische Sprungreihen. Auch hier können zwischen den einzelnen Durchgängen Mannschaftsmitglieder ausgetauscht werden.

## Meistertitel

### Europameister
Seit 2010 sind keine Vereinsmannschaften mehr zugelassen, die Meisterschaften werden nur noch mit Nationalmannschaften bestritten.
| Jahr | Austragungsort       | Damen                    | Mixed                | Herren              |
| 2016 | Maribor              | Schweden                 | Schweden             | Dänemark            |
| 2014 | Reykjavík            | Schweden                 | Dänemark             | Dänemark            |
| 2012 | Aarhus               | Island                   | Dänemark             | Dänemark            |
| 2010 | Malmö                | Island                   | Norwegen             | Dänemark            |
| 2008 | Gent                 | GF Ling                  | Ollerup IF           | Silkeborg P/D       |
| 2006 | Ostrava              | Stockholm Top Gymnastics | AGF Arus             | Silkeborg P/D       |
| 2004 | Dornbirn             | Team Asker               | Rodovre og omegns GF | HSG Slagelse        |
| 2002 | Châlons-en-Champagne | USG-Copenhagen           | Rodovre og omegns GF | Slagelse GF HSG     |
| 2000 | Birmingham           | Helsinge SI              | Rodovre og omegns GF | Hulby / Slagelse GF |
| 1998 | Odense               | Berliner TSC             | FTVS USK Praha       | Gadstrup IF         |
| 1996 | Jyväskylä            | GK Herme                 | Helsinge SI          | Halmstad FG         |

### Deutsche Meister
| Jahr | Damen                  | Mixed        | Herren               |
| 2010 | KSC Strausberg         | -            | TuS Frankfurt (Oder) |
| 2008 | KSC Strausberg         | TSV Berkheim | TG Landshut          |
| 2006 | TuS Chemnitz-Altendorf | TSV Berkheim | TG Landshut          |
| 2004 | TuS Chemnitz-Altendorf | TUG Leipzig  | TG Landshut          |